# 작은자야간학교
작은자야간학교는 인천 남동구 간석동에 있는 장애인야학이다. 1981년 미문야학이라는 이름으로 시작하여 1987년 작은자야간학교로 개명하였다. 전국 장애인야학 중 가장 오래된 역사를 가지고 있으며, 1998년부터 통합교육을 기치로 장애인, 비장애인 통학교육을 실시하고 있다.
홈페이지 : https://sites.google.com/view/smallor